# Église de Vuosaari
L'église de Vuosaari (en finnois : Vuosaaren kirkko) est une église luthérienne située dans le quartier de Vuosaari à Helsinki en Finlande. 

## Architecture
Le retable est un relief sculpté en 1980 par Mauri Favén et intitulé "la vie de Jésus"